# Cocoato de sódio
Cocoato de sódio é um nome genérico para uma mistura de sais de ácidos graxos (sais ácidos) de óleo de coco que é usado na fabricação de sabão e sabonete.